# Новокадеевское сельское поселение
Новокадеевское се́льское поселе́ние — муниципальное образование в Черемшанском районе Татарстана Российской Федерации.
Административный центр — село Утыз Имян.

## История
Статус и границы сельского поселения установлены Законом Республики Татарстан от 31 января 2005 года № 45-ЗРТ «Об установлении границ территорий и статусе муниципального образования "Черемшанский муниципальный район" и муниципальных образований в его составе».

## Население
| 2010 | 2011 | 2012 | 2013 | 2014 | 2015 | 2016 |
| ---- | ---- | ---- | ---- | ---- | ---- | ---- |
| 529  | ↘528 | ↘522 | ↘505 | ↘493 | ↘471 | ↘466 |
| 2017 | 2018 |      |      |      |      |      |
| ↘448 | ↘431 |      |      |      |      |      |

## Состав сельского поселения
| № | Населённый пункт | Тип населённого пункта       | Население |
| - | ---------------- | ---------------------------- | --------- |
| 1 | Кзыл-Чишма       | деревня                      |           |
| 2 | Утыз Имян        | село, административный центр |           |